# تمريض القلب

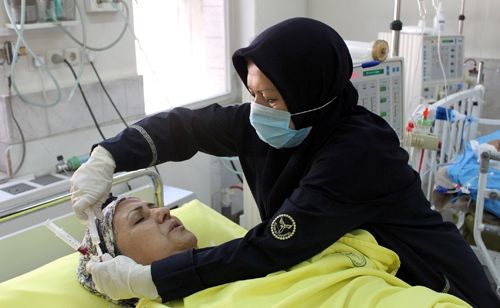

تمريض القلب هو تخصص للتمريض يعمل مع المرضى الذين يعانون من مختلف الظروف في نظم القلب والأوعية الدموية. تساعد الممرضات القلبية في علاج الحالات مثل الذبحة الصدرية غير المستقرة واعتلال عضلة القلب وأمراض الشرايين التاجية وفشل القلب الاحتقاني واحتشاء عضلة القلب وغياب الخلل القلبي تحت اشراف طبيب القلب.
تقوم الممرضات القلبية بإجراء الرعاية بعد العملية الجراحية على وحدة جراحية، وتقييمات اختبار الإجهاد، ومراقبة القلب، ومراقبة الأوعية الدموية، والتقييمات الصحية. يجب أن يكون لدى الممرضات القلبية شهادة دعم الحياة الأساسية والدعم المتقدم لأمراض القلب. بالإضافة إلى ذلك، يجب أن تمتلك ممرضات القلب مهارات متخصصة بما في ذلك مراقبة القلب الكهربائي، إزالة الرجفان، وإدارة الدواء عن طريق بالتنقيط الوريدي المستمر.
تعمل الممرضات القلبية في العديد من البيئات المختلفة، بما في ذلك وحدات الرعاية التاجية (CCU) ، والقسطرة القلبية، ووحدات العناية المركزة (ICU) ، ومسارح العمليات، ومراكز إعادة تأهيل القلب، والبحوث السريرية، وأقسام جراحة القلب، ووحدات العناية المركزة للقلب والأوعية الدموية (CVICU) .
شهادة لممرضات القلب:
جميع الممرضات القلبية ممرضات مسجلات. في الماضي، قدم مركز اعتماد الممرضات الأمريكي (ANCC) شهادة في التمريض لإعادة تأهيل القلب. ولم تعد الشهادة متاحة، باستثناء الممرضات اللواتي حصلن على الشهادة بالفعل ويريدن تجديدها.
لم يوقف مركز اعتماد الممرضات الأمريكي (ANCC) شهادة القلب. استبدله ANCC مع اختبار تمريض القلب والأوعية الدموية للحصول على شهادة القلب. ممرض القلب والأوعية الدموية التمريض RN-BC معتمد ممرض الأوعية الدموية (امتحان متقاعد) RN-BC

## روابط خارجية
- Society for Vascular Nursing
- American Association of Cardiovascular and Pulmonary Rehabilitation
- Preventive Cardiovascular Nurses Association
- Skumin، VA (1979). "Nurse's role in medico-psychological rehabilitation of patients with artificial heart valves". Meditsinskaia sestra. ج. 38 ع. 9: 44–5. PMID:259874.